# رادوسلاو فیلیپوویچ
رادوسلاو فیلیپوویچ (انگلیسی: Radoslav Filipović؛ زادهٔ ۱۹ اوت ۱۹۹۷) بازیکن واترپلو اهل صربستان است.
وی در مسابقات کشوری و بین‌المللی در مجموع برندهٔ ۱ مدال طلا شده است.